# Леон I (князь Абазгии)
Лео́н I — князь Абазгии, правивший между 720–740 годами и вассал византийского императора. В «Диване абхазских царей» упоминается, что его царствование пришлось на 1-ю половину VIII века. Во время своего правления Леон активно боролся с вторгшимися арабами и имел тесные дипломатические контакты с князем Картли и Кахетии Арчилом. У него также были важные отношения с византийским императором Львом III Исавром, которому он отправил письмо с просьбой о помощи против сил Омейядского халифата. В ответ император подтвердил ему титул архонта. Это означало, что византийцы признавали власть Леона I над землями Эгриси, Джикети и Санигии. Связи между Арчилом и Леоном I также укрепились с династическим браком Леона с Гурандухт, дочерью брата Арчила Мириана Кахетинского.
В 735 году против Абхазского царства был предпринят большой поход под предводительством арабского полководца Марвана. Абазгия сильно пострадало от нашествия. В ходе осады Анакопии арабы потерпели сокрушительное поражение и отступили с большими потерями. Во время вторжения Арчил укрывался в Абазгии. В союзе с Леоном они оба участвовали в сражениях против арабов, включая осаду Анакопии. Правление Леона I было очень важным эпизодом в истории Абхазии. Несмотря на тяжёлые потери, абхазом удалось рассеять вторгшиеся арабские силы, что, несомненно, предопределило сохранение христианства и государственности в Восточной Абхазии с долгосрочными последствиями в будущем.
Леон один из главных героев исторической повести Романа Петрозашвили «У стен Анакопии».